# Caso Mônica Granuzzo
Caso Mônica Granuzzo refere-se à morte de Mônica Granuzzo Lopes Pereira, de 14 anos, ocorrido em dia 15 de junho de 1985 no bairro da Lagoa, no Rio de Janeiro. Foi um dos casos policiais mais notórios do século XX no Brasil, recebendo ampla cobertura da imprensa e forte comoção popular. Foi retratado na canção "Mônica", da compositora Ângela Rô Rô, lançado no álbum Eu Desatino (1985).

## Detalhamento do caso

### O crime
Na década de 1980, a Ditadura Militar acabava, o Rock in Rio, grandioso festival internacional de música — o primeiro no gênero no país — acabara de acontecer, as boates na época chamadas discotecas ou danceterias eram antecedentes dos estabelecimentos onde ocorrem as atuais baladas. Uma das mais conhecidas, construída no terreno onde havia uma antiga casa em ruínas, era a Mamão com Açúcar, na Lagoa. Mas este período, de grandes transformações e conquistas, foi pano de fundo de uma tragédia que chocou a sociedade carioca.
No dia 15 de junho, após sair com um rapaz que frequentava a boate, a estudante Mônica Granuzzo Lopes Pereira, de 14 anos, despencou do sétimo andar de um edifício de classe média na Rua Fonte da Saudade, no bairro da Lagoa, no Rio de Janeiro. No dia anterior, Mônica conheceu o modelo fotográfico e lutador de jiu-jítsu Ricardo Peixoto Sampaio, de 21 anos, na saída da danceteria Mamão com Açúcar e ficou encantada por ele.  Os dois moravam próximos e combinaram de sair no mesmo dia para comer uma pizza. Mônica deixou o apartamento onde morava, no Humaitá, e dirigiu-se ao prédio do rapaz. Ricardo morava sozinho em um apartamento que pertencia a um tio e levou Mônica até ao local com a desculpa de que iria pegar um casaco. Para atrair a jovem sem muita resistência, Ricardo mentiu, dizendo que morava com os pais. A história dela foi a repetição de outro caso rumoroso ocorrido no final da década de 1950 no Rio de Janeiro: o caso da estudante Aída Curi, violentada por três rapazes e atirada do terraço no décimo segundo andar de um prédio em Copacabana.
No dia 16 de junho, o corpo da vítima foi encontrado em um barranco e enrolado em um cobertor.

### Contexto
O fato ocorre no auge da chegada da revolução sexual no Brasil, que foi influenciada pelo caso.

### Investigações
Segundo a versão de Ricardo Sampaio, Mônica correu para a varanda do apartamento e se atirou após "confessar que era uma travesti". Mas a versão dele foi desmascarada por um laudo da perícia que informava que Mônica tinha sido espancada antes de morrer. Mônica morreu virgem, o abuso sexual não chegou a ser consumado. Ainda de acordo com o laudo, o corpo da vítima apresentava equimoses provocadas ainda em vida, o que afasta completamente a possibilidade de terem sido decorrentes do impacto da queda do corpo da jovem no local da ocultação.
A versão do Ministério Público era de que Mônica foi torturada fisicamente/psicologicamente e depois atirada da varanda por Ricardo, Alfredo e Renato. Mas uma terceira versão foi a que prevaleceu: Ricardo tentou estuprar Mônica, mas ela resistiu. A jovem então foi espancada. Desesperada, Mônica tentou pular para a varanda do apartamento vizinho, pela parte externa das janelas do prédio, mas não conseguiu e caiu no playground. Sem saber o que fazer, Ricardo pediu ajuda para os amigos Alfredo Patti do Amaral e Renato Orlando Costa, ambos com 19 anos, que participavam de uma festa junina que estava sendo realizada no Colégio Santo Inácio, localizado no bairro de Botafogo, na Zona Sul do Rio, que teriam ajudado na ocultação do cadáver. A polícia encontrou marcas de sangue no apartamento de Ricardo e no playground do prédio. Seu corpo teria sido removido do playground do prédio e levado pelos três homens para a Estrada Dona Castorina, no Horto. Ricardo teria chamado Alfredo e Renato, para desovar o cadáver, após eliminarem os vestígios do homicídio praticado por Ricardo, participando os mesmos da lavagem do piso do playground ensanguentado, onde ocorreu o impacto do corpo de Mônica.

### Julgamento
Em 20 de maio de 1990, os acusados foram a júri popular. Ricardo foi julgado pelo assassinato de Mônica e condenado a 20 anos de prisão, conseguindo liberdade condicional após cumprir um terço. Alfredo e Renato foram condenados a um ano e cinco meses de prisão por ocultação de cadáver, mas como eram réus primários, cumpriram a pena em liberdade. Em 16 de maio de 1992, Alfredo sofreu uma parada cardíaca e morreu aos 26 anos. Renato se tornou executivo de uma multinacional. Ricardo cumpriu um terço da pena — oito anos e três meses — e depois ganhou o direito de ficar em liberdade condicional. Atualmente, ele mora no Rio de Janeiro, dá aulas de educação física e continua a frequentar a praia de Ipanema.
As circunstâncias da morte de Mônica até hoje permanece um mistério, havendo fontes de que a vítima não teria consentido em relações sexuais com o réu.

## Repercussão cultural
O crime é retratado na canção "Mônica", de autoria de Angela Ro Ro, que trata de tema semelhante.
A morte da personagem Nicole de Jorge Fernando, interpretada pela atriz Barbara França na novela Verão 90 da Rede Globo foi inspirado no crime.
Daniella Perez, então com 15 anos, participou de protesto pedindo Justiça para Mônica.